# Konstal 105NaDK
Konstal 105NaDK – trzy dwukierunkowe składy tramwajowe powstałe w 2004 w Poznaniu w wyniku modernizacji wagonu Konstal 105Na i doczepnego 105NaD.

## Konstrukcja
Wagon przedni, powstały z 105Na (#211+#212, #118+#117 oraz #98+97), różni się dodatkowymi światłami na przedniej ścianie oraz drzwiami również po drugiej stronie. Znacznie poważniejszym modernizacjom poddano wagon tylny, powstały ze 105NaD. Przeniesiono w nim szafkę bezpiecznikową na tył wagonu, tam również zainstalowano kolejną kabinę motorniczego. Ściana tylna drugiego wagonu jest identyczna ze ścianą przednią pierwszego. Dzięki temu wagony stanowią niemal idealne lustrzane odbicie. Jedyna różnica polega na tym, że krzesła w wagonie tylnym są zwrócone tyłem do kabiny motorniczego. Wszystko to sprawia, że podczas kursu wahadłowego, gdy motorniczy zajmuje stanowisko w tylnym wagonie, wszyscy pasażerowie siedzą tyłem do kierunku jazdy. Tramwaj nie posiada jednak drzwi po obu stronach, mimo że jest dwukierunkowy.

## Eksploatacja
Tramwaje te przebudowano w celu wahadłowej obsługi poznańskich linii podczas remontów torowiska, na co dzień jednak kursują na normalnych liniach, jako tramwaje jednokierunkowe.